# 피아노 살인
《피아노 살인》은 1987년 7월 26일에 MBC TV에서 방영된 베스트셀러극장이다.

## 줄거리
화려했던 과거의 기억과 열등감에 사로잡혀 살아가는 조각가 안동수는 우연히 아파트 위층에서 발생한 피아니스트 살인사건에 휘말리게 된다. 모든 정황이 그에게 불리하게 돌아갈 즈음 강 형사는 사건의 전면 재수사에 착수한다.

## 출연
- 박근형: 안동수 역
- 김윤경: 안동수의 아내 역
- 홍계일: 강무우 역 - 안동수의 고교동창, 사건 전담 형사
- 박현숙: 오세란 역 - 피아니스트
- 강남길: 신참 형사 역
- 김호영
- 문회원
- 서권순
- 이재희
- 장보규
- 차윤회
- 이원재
- 문용민
- 김흥수
- 송영웅
- 박광영
- 김영석
- 이재룡
- 이영자
- 정영란
- 김환교